# 上海市人民政府合作交流办公室
上海市人民政府合作交流办公室，是负责上海市国内合作交流、东西部协作和对口支援工作的市政府直属机构，为正厅局级，加挂上海市人民政府协作办公室牌子。

## 机构设置
根据有关规定，上海市人民政府合作交流办公室设置下列机构（各驻外办事处均为副厅局级派出机构，归口上海市人民政府办公厅管理，纳入合作交流办预算管理）：

### 内设机构
- 综合秘书处
- 组织人事处（老干部处）
- 政策研究室
- 对口支援处
- 对口协作处
- 推进指导处
- 区域合作处
- 企业服务处
- 联络处
- 交流一处
- 交流二处
- 交流信息处
- 计划财务处
- 机关党委

### 所属预算单位
- 上海市人民政府驻广州办事处
- 上海市人民政府驻昆明办事处
- 上海市人民政府驻新疆办事处
- 上海市人民政府驻西藏办事处
- 上海市人民政府驻西宁办事处

## 对口支援地区
- 新疆维吾尔自治区喀什地区
- 西藏自治区日喀则市
- 云南省（除怒江傈僳族自治州、昭通市）
- 青海省果洛藏族自治州
- 贵州省遵义市[1]
- 重庆市万州区
- 湖北省宜昌市夷陵区
- 安徽省六安市
- 福建省三明市[2]